# Нуво, Жермен
Жерме́н Нуво́ (фр. Germain Marie Bernard Nouveau; 31 июля 1851, Пурьер, деп. Вар — 4 апреля 1920, там же) — французский поэт-символист.

## Биография
В семилетнем возрасте потерял мать, воспитывался дедом. Учился в Экс-ан-Провансе и Марселе, думал стать священником. В 1872 поселился в Париже, познакомился с Малларме, Ришпеном, Шарлем Кро, позднее — с Артюром Рембо, начал публиковаться. Путешествовал с Рембо по Великобритании, переписывал его книгу «Озарения». В 1875 познакомился с Верленом, получил через него от Рембо рукопись «Озарений» для возможной публикации (она не состоялась), надолго подружился с ним.
С 1878 служил в Министерстве образования, путешествовал, побывал в Бейруте, преподавал в Изере и Париже. Печатался как журналист, в том числе под многочисленными псевдонимами. В 1891 был помещён в психлечебницу в Бисетре, через несколько месяцев вышел оттуда. Впоследствии вёл жизнь нищего бродяги, совершил паломничество в Рим и Сантьяго-де-Компостела. В 1911 году вернулся в родной город. Умер от продолжительной голодовки.

## Творчество и признание
Стихи Нуво в основном были опубликованы после его смерти. Он оказал сильнейшее влияние на Аполлинера и сюрреалистов — в частности, Луи Арагон считал его вовсе не малым, а по-настоящему большим поэтом, равным Рембо. В родном городе его именем названа улица, на доме, где он жил и умер, помещена памятная доска.
На русский язык стихи Нуво переводили Майя Квятковская, Олег Чухонцев, Юлий Даниэль и др.

## Публикации на русском языке
- [Стихи и проза] // Проклятые поэты. — СПб: Наука, 2005, с. 261—358